# Abapã
Abapã é um distrito do município brasileiro de Castro, no estado do Paraná.